# Arbouans
Arbouans ist eine französische Gemeinde mit 891 Einwohnern (Stand: 1. Januar 2022) im Département Doubs in der Region Bourgogne-Franche-Comté. Die Gemeinde gehört zum Gemeindeverband Pays de Montbéliard Agglomération.

## Geographie
Arbouans liegt auf 320 m, etwa zwei Kilometer südlich der Stadt Montbéliard (Luftlinie). Das Dorf erstreckt sich im Becken von Montbéliard, am nördlichen Talrand des Doubs, am Fuß der Côte und am Nordrand der äußersten Ausläufer des Juras (Bois de Voujeaucourt).
Die Fläche des 1,32 km² großen Gemeindegebiets umfasst einen Abschnitt des Beckens von Montbéliard am südlichen Rand der Burgundischen Pforte (Trouée de Belfort). Die südliche Grenze verläuft entlang dem Doubs, der hier durch eine ungefähr ein Kilometer breite Talebene nach Westen fließt. Vom Flusslauf erstreckt sich das Gemeindeareal nordwärts über die flache Talniederung und den angrenzenden Steilhang der Côte (20 bis 30 m hoch) bis auf die plateauartige Anhöhe, welche die breiten Flusstäler von Doubs und Allan trennt. Hier wird mit 352 m die höchste Erhebung von Arbouans erreicht.
Nachbargemeinden von Arbouans sind Montbéliard im Norden, Audincourt im Osten, Voujeaucourt im Süden sowie Courcelles-lès-Montbéliard im Westen.

## Geschichte
Das Gebiet von Arbouans wurde im 12. Jahrhundert von Mönchen des Klosters Belchamp, das sich auf der gegenüberliegenden Seite des Doubs befand, gerodet und urbar gemacht. Erstmals urkundlich erwähnt wird Arbouans im Jahr 1294 unter dem Namen Arboens. Von 1447 ist die Bezeichnung Arbohans überliefert. Zur Zeit seiner ersten Nennung gehörte Arbouans der Herrschaft Cusance, die unter der Oberhoheit der Grafen von Montbéliard stand. Während des Dreißigjährigen Krieges wurde das Dorf 1635 in Brand gesteckt. 
Mit der Annexion der Grafschaft Württemberg-Mömpelgard (Montbéliard) gelangte Arbouans 1793 endgültig in französische Hand. Ähnlich wie die anderen Gemeinden der Agglomeration Montbéliard erlebte Arbouans seit der zweiten Hälfte des 19. Jahrhunderts einen wirtschaftlichen Aufschwung durch die Industrialisierung. So ließen sich in Arbouans 1930 ein Unternehmen der Elektrotechnik und später ein Betrieb des Kesselbaus nieder. 

## Bevölkerung
| Einwohner                  | 1040 | 1019 | 1047 | 942 | 1185 | 1096 | 1006 | 927 |
| Quellen: Cassini und INSEE |      |      |      |     |      |      |      |     |

Mit 891 Einwohnern (Stand 1. Januar 2022) gehört Arbouans zu den kleineren Gemeinden des Départements Doubs. In der ersten Hälfte des 20. Jahrhunderts stieg die Bevölkerungszahl bis 1962 markant an (Versechsfachung der Einwohnerzahl). Danach folgte eine Periode der Stagnation, beziehungsweise nach 1975 ein Rückgang um 10 %. Die 1980er Jahre waren wieder durch ein Bevölkerungswachstum geprägt (25 % bis 1990). Seither ist die Einwohnerzahl erneut leicht rückläufig. Heute ist das Siedlungsgebiet von Arbouans mit den von Montbéliard und Audincourt beinahe lückenlos zusammengewachsen.

## Wirtschaft und Infrastruktur
Bis zu Beginn des 20. Jahrhunderts war Arbouans eine landwirtschaftlich geprägte Gemeinde. Danach siedelte sich in der Talebene des Doubs Industrie und Gewerbe an. Heute gibt es in Arbouans verschiedene Betriebe des Klein- und Mittelgewerbes sowie viele Geschäfte des Einzelhandels für den täglichen Bedarf. Mittlerweile hat sich das Dorf auch zu einer Wohngemeinde entwickelt. Viele Erwerbstätige sind deshalb Wegpendler, die in den anderen Gemeinden der Agglomeration Montbéliard ihrer Arbeit nachgehen. Arbouans ist Standort einer großen Sport- und Freizeitzone mit sieben Fußballplätzen, mehreren Tennis-, Boule- und Baseballplätzen.
Die Ortschaft ist verkehrstechnisch gut erschlossen. Sie liegt an der Hauptstraße, die von Montbéliard nach Audincourt führt. Der nächste Anschluss an die Autobahn A36, welche das Gemeindegebiet durchquert und zerschneidet, befindet sich in einer Entfernung von ungefähr anderthalb Kilometern. Eine weitere Straßenverbindung besteht mit Courcelles-lès-Montbéliard. Mit der Stadt Montbéliard und den umliegenden Gemeinden ist Arbouans durch eine Buslinie verbunden. Auf dem Gemeindegebiet liegt ein Teil der Pistenanlagen des Flugplatzes Montbéliard-Courcelles (1930 erbaut).

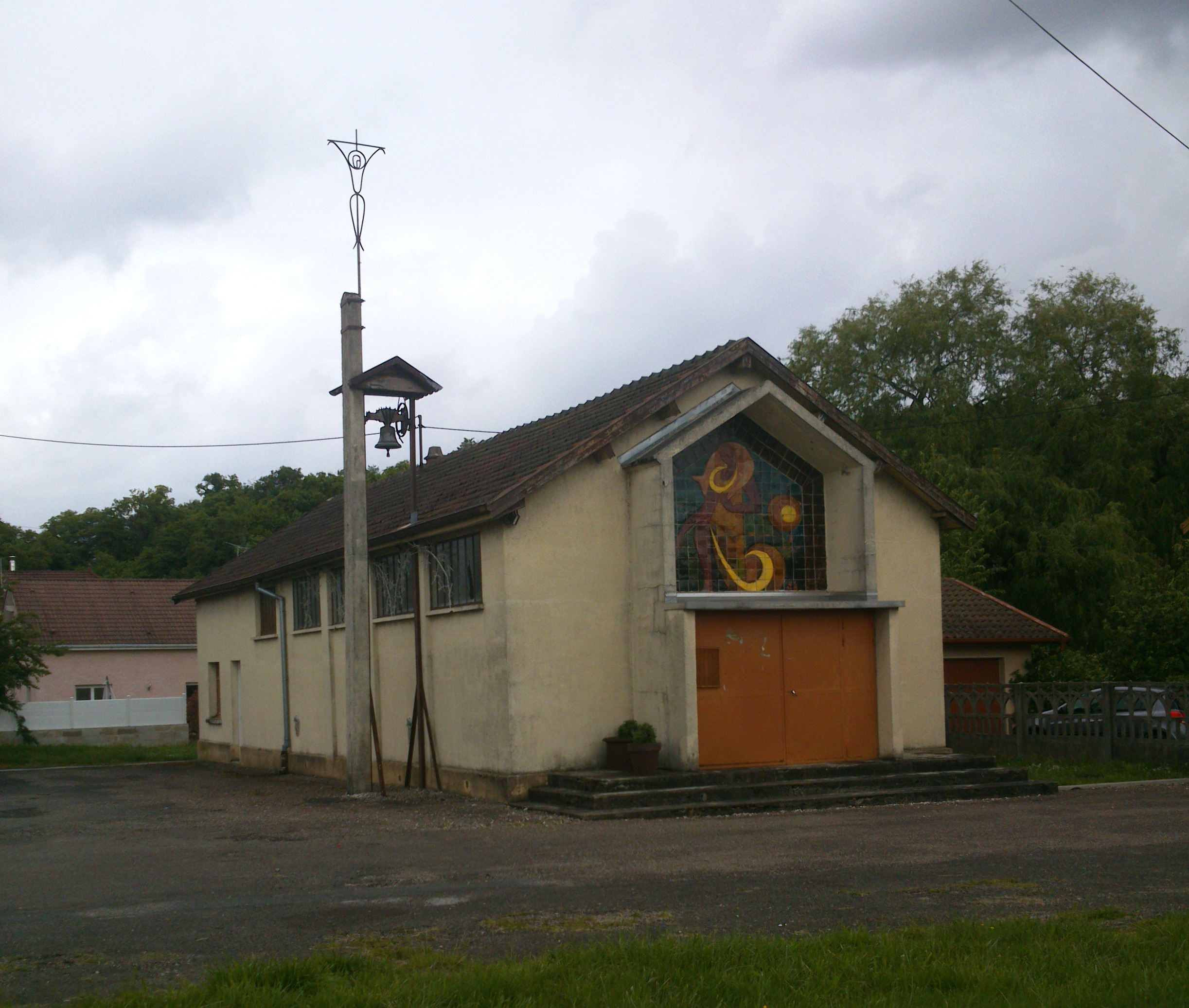
Kapelle Bon-Pasteur